# Josepa Casas i Clavell
Josepa Casas i Clavell   (segle XVIII - valor desconegut), va ser una hisendada catalana, coneguda popularment amb el nom de Pubilla Casas.

## Biografia
Era filla de Josep Casas i Roca, comerciant de Barcelona i hereu d'una família de pagesos, i de Rosa Clavell. El 1771 va comprar una gran finca que l'Estat havia expropiat als jesuïtes, situada al costat del camí reial (actual carretera de Collblanc), on va fer construir una gran casa senyorial. Aquell mateix any, va adquirir a Josep Fidel Pujol i de Senillosa una peça de terra de sis mujades a la vora del camí ral de la Barca (actual carrer de l'Aprestadora), que el 1784 va establir en emfiteusi a uns fabricants d'indianes i seria coneguda com el prat de la Manta.
Es casà amb Josep Martí i enviudà el 22 d'abril del 1792 a edat anciana. A la seva mort sense descendència, va repartir els seus béns entre els seus cosins Anton Francesc Casas i Rogent i Josep Anton Casas i Costa.

## Homenatges
A partir de la dècada del 1920, la pubilla Casas va acabar donant nom a un dels barris de l'Hospitalet, i també a un carrer i a una plaça, al mateix barri. El 1995, la geganta de l'Aula de Cultura de la Florida va ser batejada amb el nom de geganta Pepa, en el seu record.